# Museumlaan
De Museumlaan is een laan in de wijk Roombeek in de Nederlandse stad Enschede.
De laan is gebouwd na de Vuurwerkramp op het gebied van de oude textielfabriek de Bamshoeve. De laan onderscheidt zich door de hoogwaardige architectuur (enkel nationaal of internationaal gerenommeerde architecten) en het feit dat de laan is aangelegd volgens het Spaans model: eerst de volledige infrastructuur en daarna de bebouwing.
De kavelgrootte van de Museumlaan ligt tussen de 800 en 1200 vierkante meter.